# Droga krajowa B196 (Niemcy)
Droga krajowa 196 (niem. Bundesstraße 196, B 196) – niemiecka droga krajowa przebiegająca  w całości na wyspie Rugii z zachodu na wschód od skrzyżowania z drogą B96 na obwodnicy Bergen auf Rügen i kończy swój bieg w miejscowości Göhren na wschodzie wyspy w Meklemburgii-Pomorzu Przednim.